# Arondismentul Thionville
Arondismentul Thionville (în franceză Arrondissement de Thionville) este un arondisment din departamentul Moselle, regiunea Lorena, Franța.

## Componență

### Cantoane
- Algrange
- Bouzonville
- Fameck
- Hayange
- Metzervisse
- Thionville
- Yutz

### Comune
1. Aboncourt
2. Algrange
3. Angevillers
4. Apach
5. Audun-le-Tiche
6. Aumetz
7. Basse-Ham
8. Basse-Rentgen
9. Berg-sur-Moselle
10. Bertrange
11. Bettelainville
12. Beyren-lès-Sierck
13. Boulange
14. Bousse
15. Boust
16. Breistroff-la-Grande
17. Buding
18. Budling
19. Cattenom
20. Clouange
21. Contz-les-Bains
22. Distroff
23. Elzange
24. Entrange
25. Escherange
26. Évrange
27. Fameck
28. Fixem
29. Flastroff
30. Florange
31. Fontoy
32. Gandrange
33. Gavisse
34. Grindorff-Bizing
35. Guénange
36. Hagen
37. Halstroff
38. Haute-Kontz
39. Havange
40. Hayange
41. Hettange-Grande
42. Hombourg-Budange
43. Hunting
44. Illange
45. Inglange
46. Kanfen
47. Kédange-sur-Canner
48. Kemplich
49. Kerling-lès-Sierck
50. Kirsch-lès-Sierck
51. Kirschnaumen
52. Klang
53. Knutange
54. Kœnigsmacker
55. Kuntzig
56. Laumesfeld
57. Launstroff
58. Lommerange
59. Luttange
60. Malling
61. Manderen
62. Manom
63. Merschweiller
64. Metzeresche
65. Metzervisse
66. Mondelange
67. Mondorff
68. Monneren
69. Montenach
70. Moyeuvre-Grande
71. Moyeuvre-Petite
72. Neufchef
73. Nilvange
74. Ottange
75. Oudrenne
76. Puttelange-lès-Thionville
77. Ranguevaux
78. Rédange
79. Rémeling
80. Rettel
81. Richemont
82. Ritzing
83. Rochonvillers
84. Rodemack
85. Rosselange
86. Roussy-le-Village
87. Rurange-lès-Thionville
88. Russange
89. Rustroff
90. Serémange-Erzange
91. Sierck-les-Bains
92. Stuckange
93. Terville
94. Thionville
95. Tressange
96. Yutz
97. Uckange
98. Valmestroff
99. Veckring
100. Vitry-sur-Orne
101. Volmerange-les-Mines
102. Volstroff
103. Waldweistroff
104. Waldwisse
105. Zoufftgen